# Pasi Mesjid
Pasi Mesjid is een bestuurslaag in het regentschap Aceh Barat van de provincie Atjeh, Indonesië. Pasi Mesjid telt 847 inwoners (volkstelling 2010).